# Le Vernet-Chaméane
Le Vernet-Chaméane ist eine französische Gemeinde mit 780 Einwohnern (Stand: 1. Januar 2022) im Département Puy-de-Dôme in der Region Auvergne-Rhône-Alpes. Sie gehört zum Arrondissement Issoire und zum Kanton Brassac-les-Mines.
Sie entstand als Commune nouvelle mit Wirkung vom 1. Januar 2019 durch die Zusammenlegung der bisherigen Gemeinden Vernet-la-Varenne und Chaméane, die in der neuen Gemeinde den Status einer Commune déléguée haben. Der Verwaltungssitz befindet sich im Ort Vernet-la-Varenne.

## Gliederung
| Ortsteil                            | ehemaliger INSEE-Code | Fläche (km²) | Einwohnerzahl zum 1. Januar 2022 |
| ----------------------------------- | --------------------- | ------------ | -------------------------------- |
| Vernet-la-Varenne (Verwaltungssitz) | 63448                 | 35,10        | 621                              |
| Chaméane                            | 63078                 | 10,91        | 159                              |

## Geographie
Die Gemeinde liegt rund 17 Kilometer südöstlich von Issoire im Regionalen Naturpark Livradois-Forez. Hier entspringt das Flüsschen Cé, durchquert das Gemeindegebiet und entwässert zum Allier. An der östlichen Grenze verläuft der Chaméane, im Südosten das Flüsschen Parcelles. Nachbargemeinden sind: Saint-Quentin-sur-Sauxillanges im Norden, Saint-Genès-la-Tourette im Nordosten, Saint-Germain-l’Herm im Südosten, Sainte-Catherine und Champagnat-le-Jeune im Süden, La Chapelle-sur-Usson und Bansat im Südwesten sowie Saint-Étienne-sur-Usson im Nordwesten.